# Liste der Kulturdenkmale in Magdeburg
Die Liste der Kulturdenkmale in Magdeburg umfasst die Kulturdenkmale der sachsen-anhaltischen Landeshauptstadt Magdeburg.

## Liste der Magdeburger Kulturdenkmale nach Stadtteilen
| Karte | Lemma                                                   | Bild                                                 | Stadtteile         |
| ----- | ------------------------------------------------------- | ---------------------------------------------------- | ------------------ |
|       | Liste der Kulturdenkmale in Alt Olvenstedt              | Sankt-Laurentius-Kirche                              | Alt Olvenstedt     |
|       | Liste der Kulturdenkmale in Alte Neustadt               | Vollportalwippdrehkran im Handelshafen               | Alte Neustadt      |
|       | Liste der Kulturdenkmale in der Magdeburger Altstadt    | Magdeburger Dom                                      | Altstadt           |
|       | Liste der Kulturdenkmale in Barleber See                | Schiffshebewerk Rothensee                            | Barleber See       |
|       | Liste der Kulturdenkmale im Stadtteil Berliner Chaussee | Ehemaliges Gasthaus Döring                           | Berliner Chaussee  |
|       | Liste der Kulturdenkmale im Beyendorfer Grund           | Ganzmeilensäule                                      | Beyendorfer Grund  |
|       | Liste der Kulturdenkmale in Beyendorf-Sohlen            | Gasthof Salzkrug                                     | Beyendorf-Sohlen   |
|       | Liste der Kulturdenkmale in Brückfeld                   | Anna-Ebert-Brücke                                    | Brückfeld          |
|       | Liste der Kulturdenkmale in Buckau                      | Maschinenfabrik Buckau                               | Buckau             |
|       | Liste der Kulturdenkmale in Cracau                      | Wohnhaus Burchardstraße 6                            | Cracau             |
|       | Liste der Kulturdenkmale in Diesdorf                    | Sankt-Eustachius-und-Agathe-Kirche                   | Diesdorf           |
|       | Liste der Kulturdenkmale in Fermersleben                | Martin-Gallus-Kirche                                 | Fermersleben       |
|       | Liste der Kulturdenkmale im Gewerbegebiet Nord          | Zinkhütte Giesche                                    | Gewerbegebiet Nord |
|       | Liste der Kulturdenkmale in Großer Silberberg           |                                                      | Großer Silberberg  |
|       | Liste der Kulturdenkmale im Herrenkrug                  | Kugelsonnenuhr im Herrenkrugpark                     | Herrenkrug         |
|       | Liste der Kulturdenkmale im Hopfengarten                | Zwischenwerk Ia                                      | Hopfengarten       |
|       | Liste der Kulturdenkmale im Industriehafen              | Ehemalige Waffen- und Munitionsfabrik G. C. Dornheim | Industriehafen     |
|       | Liste der Kulturdenkmale im Kannenstieg                 |                                                      | Kannenstieg        |
|       | Liste der Kulturdenkmale in der Kreuzhorst              |                                                      | Kreuzhorst         |
|       | Liste der Kulturdenkmale im Stadtteil Leipziger Straße  | Wohnhaus Leipziger Straße 53                         | Leipziger Straße   |
|       | Liste der Kulturdenkmale in Lemsdorf                    | Sankt-Sebastian-Kirche                               | Lemsdorf           |
|       | Liste der Kulturdenkmale in Neu Olvenstedt              | Düppler Mühle                                        | Neu Olvenstedt     |
|       | Liste der Kulturdenkmale in Neue Neustadt               | Moritzhof                                            | Neue Neustadt      |
|       | Liste der Kulturdenkmale im Neustädter Feld             | Zwischenwerk VI a                                    | Neustädter Feld    |
|       | Liste der Kulturdenkmale in Neustädter See              |                                                      | Neustädter See     |
|       | Liste der Kulturdenkmale in Nordwest                    | Ehemaliges Fort VI                                   | Nordwest           |
|       | Liste der Kulturdenkmale in Ottersleben                 | Böckelmannsche Villa                                 | Ottersleben        |
|       | Liste der Kulturdenkmale in Pechau                      | Bockwindmühle in Magdeburg-Pechau                    | Pechau             |
|       | Liste der Kulturdenkmale in Prester                     | Wohnturm Prester                                     | Prester            |
|       | Liste der Kulturdenkmale in Randau-Calenberge           | Schloss Randau                                       | Randau-Calenberge  |
|       | Liste der Kulturdenkmale in Reform                      | Bunter Weg                                           | Reform             |
|       | Liste der Kulturdenkmale in Rothensee                   | Turmhaus Rothensee                                   | Rothensee          |
|       | Liste der Kulturdenkmale in Salbke                      | Wasserturm Salbke                                    | Salbke             |
|       | Liste der Kulturdenkmale in Stadtfeld Ost               | Pauluskirche                                         | Stadtfeld Ost      |
|       | Liste der Kulturdenkmale in Stadtfeld West              | Tor zum Westfriedhof                                 | Stadtfeld West     |
|       | Liste der Kulturdenkmale in Sudenburg                   | Otto-Richter-Straße                                  | Sudenburg          |
|       | Liste der Kulturdenkmale im Sülzegrund                  |                                                      | Sülzegrund         |
|       | Liste der Kulturdenkmale im Stadtteil Werder            | Stadthalle                                           | Werder             |
|       | Liste der Kulturdenkmale in Westerhüsen                 | Gemeindehaus Westerhüsen                             | Westerhüsen        |
|       | Liste der Kulturdenkmale in Zipkeleben                  |                                                      | Zipkeleben         |

## Stadtweite Denkmale
Die nachfolgenden Kulturdenkmale sind keinem einzelnen Stadtteil zuzuordnen.
| Lage                                                                             | Bezeichnung               | Beschreibung                                                          | Erfassungs- nummer | Ausweisungsart | Bild              |
| -------------------------------------------------------------------------------- | ------------------------- | --------------------------------------------------------------------- | ------------------ | -------------- | ----------------- |
| verteilt über das Stadtgebiet (Karte)                                            | Festung Magdeburg         | Festungsanlagen                                                       | 094 71128          | Baudenkmal     | Festung Magdeburg |
| Adelheidring, Carl-Miller-Straße, Editharing, Maybachstraße, Sachsenring (Karte) | Westlicher Festungsglacis | Park, westlicher Festungsring der Festung Magdeburg mit Glacisanlagen | 094 71401          | Baudenkmal     | Weitere Bilder    |
| (Karte)                                                                          | Hafen Magdeburg           | Hafen                                                                 | 094 76986          | Denkmalbereich | Weitere Bilder    |
| Koordinaten fehlen! Hilf mit.                                                    | Stadtsilhouette           | Silhouette der Stadt Magdeburg                                        | 094 71436          | Baudenkmal     | Weitere Bilder    |

Die in der Stadt bestehenden Naturdenkmale sind in der Liste der Naturdenkmale in Magdeburg, die Bodendenkmale in der Liste der Bodendenkmale in Magdeburg aufgeführt.